# Kraftwerk Port de Barcelona
Das Kraftwerk Port de Barcelona (katalanisch Central tèrmica del Port de Barcelona, spanisch Central térmica del Puerto de Barcelona) ist ein Gas-und-Dampf-Kombikraftwerk im Hafen von Barcelona, Katalonien, Spanien. Die installierte Leistung des Kraftwerks beträgt 800 (bzw. 850) MW. Es ist im Besitz von Naturgy und wird auch von Naturgy betrieben. Mit der Errichtung des Kraftwerks wurde 2008 begonnen; es ging 2011 in Betrieb.

## Kraftwerksblöcke
Das Kraftwerk besteht aus zwei Blöcken, die 2011 in Betrieb gingen. Die folgende Tabelle gibt einen Überblick:
| Block | Max. Leistung (MW) | Betriebsbeginn | Turbine | Generator | Dampfkessel |
| ----- | ------------------ | -------------- | ------- | --------- | ----------- |
| 1     | 425                | 2011           | GE      | GE        | NEM         |
| 2     | 425                | 2011           | GE      | GE        | NEM         |

Die Kosten für das GuD-Kraftwerk werden mit 500 Mio. € angegeben.